# Trigonometopus submaculipennis
Trigonometopus submaculipennis är en tvåvingeart som beskrevs av Malloch 1927. Trigonometopus submaculipennis ingår i släktet Trigonometopus och familjen lövflugor. Inga underarter finns listade i Catalogue of Life.